# Mont Stevenson
Pour les articles homonymes, voir Stevenson.
Le mont Stevenson (en anglais : Mount Stevenson) est un sommet montagneux situé dans le parc national de Yellowstone, dans le comté de Park au Wyoming aux États-Unis. Il culmine à une altitude de 3 155 m.
Le mont Stevenson a été nommé ainsi en 1871 par le géologue Ferdinand Vandeveer Hayden lors du Hayden Geological Survey (en) en l'honneur de son ami et assistant principal James Stevenson (1840-1888). Stevenson, qui s'était enfui de chez lui lorsqu'il était jeune, rencontra Hayden pour la première fois en 1853 lors d'une exploration des Badlands du Dakota. Stevenson travailla pour Hayden de 1866 à 1879. Ce dernier cite expressément la loyauté de Stevenson à son égard dans son rapport de 1872 sur l'étude du parc réalisée en 1871. L'île Stevenson, sur le lac Yellowstone, porte également le nom de James Stevenson.